# Gros Mammouth Album Turbo
 (septembre 2024).
Si vous disposez d'ouvrages ou d'articles de référence ou si vous connaissez des sites web de qualité traitant du thème abordé ici, merci de compléter l'article en donnant les références utiles à sa vérifiabilité et en les liant à la section « Notes et références ».
Albums de Les Trois Accords
Grand Champion international de course
(2006)
Singles
1. Hawaïenne
Sortie : Été 2004
2. Loin d'ici
Sortie : Septembre 2004
3. Saskatchewan
Sortie : Décembre 2004
4. Lucille
Sortie : Avril 2005
5. Turbo sympathique
Sortie : Juillet 2005
6. Vraiment beau
Sortie : Janvier 2006

Gros Mammouth Album Turbo est le premier album studio du groupe québécois Les Trois Accords. Il est paru en 2004 et a permis au groupe d'atteindre le statut de célébrité au Québec. Par rapport à sa version antérieure Gros Mammouth Album, il a été augmenté des pièces Loin d'ici et Turbo sympathique et soustrait de Auto-cannibal. La production de l'album est appuyée par la maison Indica.

## Liste des pistes
| No  | Titre                 | Durée |
| --- | --------------------- | ----- |
| 1.  | Gros Mammouth Chanson | 3:41  |
| 2.  | Lucille               | 2:52  |
| 3.  | Hawaïenne             | 2:29  |
| 4.  | Manon                 | 2:56  |
| 5.  | Laisse-moi            | 2:00  |
| 6.  | Saskatchewan          | 4:24  |
| 7.  | L'eusses tu cru?      | 2:40  |
| 8.  | Montagne de fumier    | 1:23  |
| 9.  | Turbo sympathique     | 3:03  |
| 10. | Bateau                | 4:12  |
| 11. | Ho ma jolie           | 2:28  |
| 12. | Loin d'ici            | 3:52  |
| 13. | Une minute            | 3:18  |
| 14. | Super bon             | 3:51  |
| 15. | Vraiment beau         | 2:38  |